# 3D Warehouse
3D Warehouse — веб-сайт, напрямую взаимодействующий с программой Google SketchUp для поиска и размещения 3D-модели. Создан 24 апреля 2006 года.

## Принцип действия
Загружая модель, пользователи могут выбрать опцию «готова для Google Earth». В случае, если модель реально существующего объекта имеет точные координаты, в течение нескольких недель она будет изучена сотрудниками Google на предмет соответствия критериям выделения. Если модель удовлетворяет требованиям, она будет размещена в слое «3D-здания» и будет доступна в Google Earth.